# Oasi de Qattara

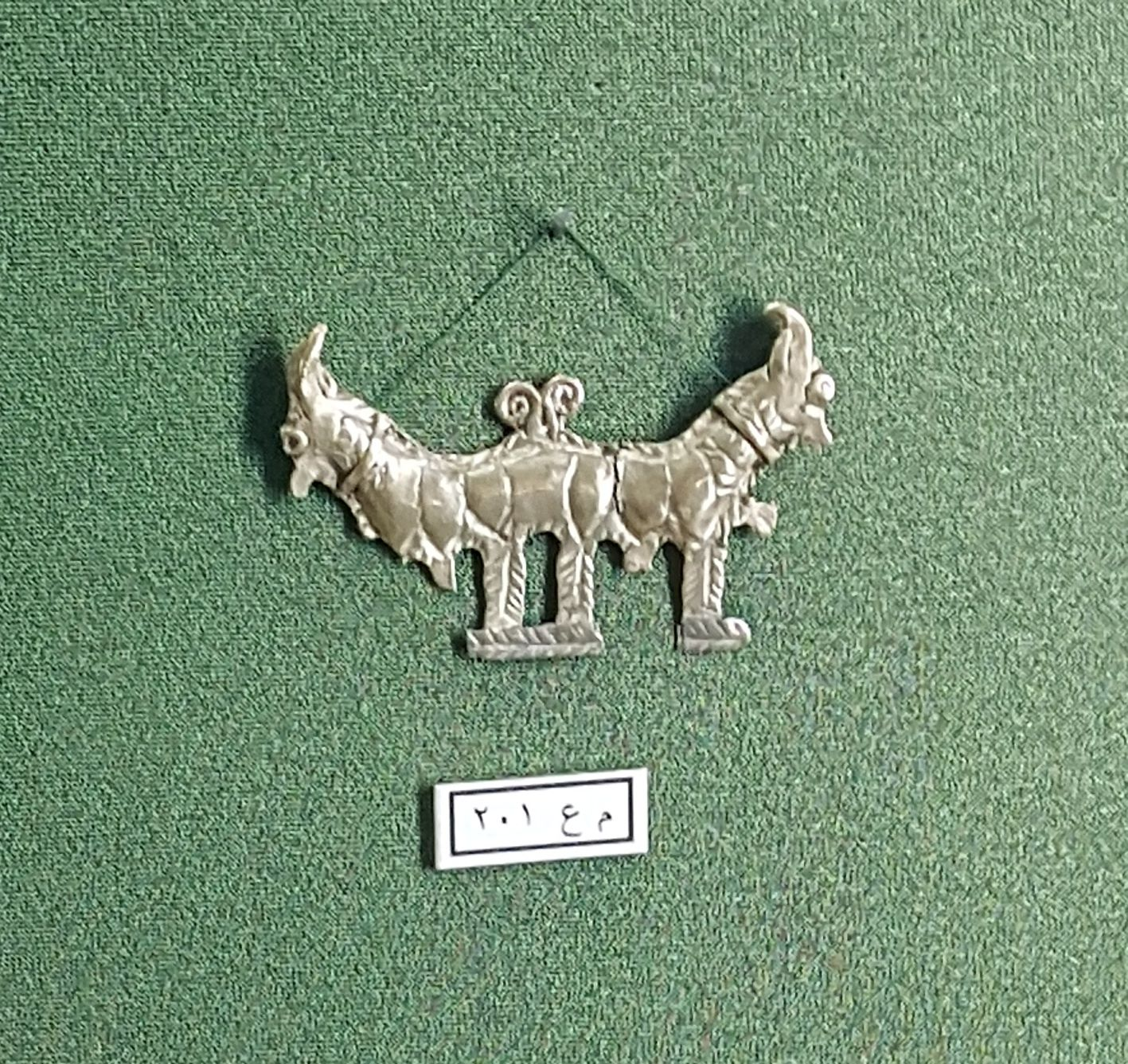
Penjoll que representa un parell d'animals amb banyes entrellaçades trobat a l'Oasi de Qattara, Al Ain

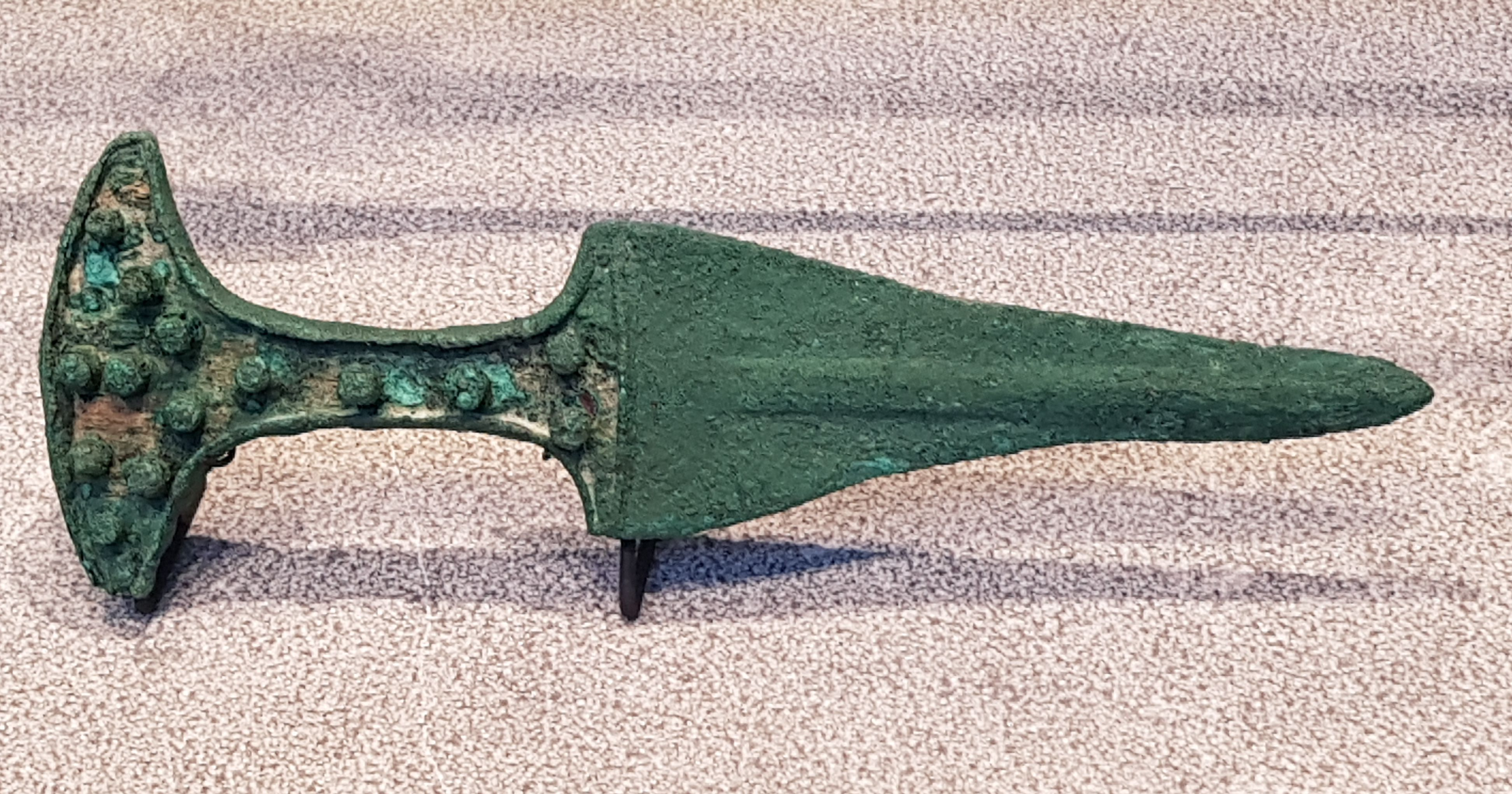
Daga de l'edat del ferro, de l'any 1000 ae, procedent de Qattara. Exposada al Louvre Abu Dhabi, cedida pel Museu Nacional d'Al Ain

L'Oasi de Qattara (àrab: وَاحَـة الْـقَـطَّـارَة, Wāḥat al-Qaṭṭāra) és una zona de conreu irrigat de dàtils d'Al Ain, als Emirats Àrabs Units, amb un característic sistema de rec per qanats, que conté també un jaciment arqueològic de finals de l'edat del bronze, d'entre el 1800 i 1500 abans de la nostra era. L'oasi ha estat estudiat per estudiants de la Universitat d'Al Ain des del 2015, i engloba dinou edificis de diferent antiguitat, nou dels quals són mesquites. Es creu que entre aquests hi ha alguns dels edificis més antics que continuen en peus a Al Ain.

## Història
Les troballes dins de 14 tombes de l'edat del bronze a Qattara inclouen gots i bols de l'època de la cultura de Wadi Suq, espases de bronze d'entre 30 i 60 cm de llargada, i espases curtes i punyals de finals de l'edat del bronze i de l'edat del ferro. Entre els artefactes recuperats també hi ha joies de cornalina, sovint associades amb vincles comercials amb la Vall de l'Indus. Un objecte d'especial interés de Qattara és un penjoll de l'edat del bronze descobert en la dècada dels 1970 que representa una parella d'animals cornuts amb els cossos entrellaçats.
Sembla que la tomba comunal de la cultura de Wadi Suq de Qattara es va construir amb pedres recuperades de tombes anteriors de la cultura d'Umm al-Nar.

## Edificis recents
Qattara té un antic soc que data de la dècada dels 1930. Format per 19 botigues disposades en un carreró, el van restaurar en part durant la dècada dels 1970. El sistema de rec per qanat està protegit per la torre Al Daramikah, erigida per la tribu que cultivà l'oasi fins al segle xx. També dona nom a una casa al costat de la torre, la Casa Al Darmaki.

### La Casa Al Darmaki
La Casa Al Darmaki o Bait bin Ati Al Darmaki ha estat estudiada arqueològicament, i se n'han recuperat unes 15.000 peces de ceràmica islàmica tardana, amb troballes de ceràmica xinesa i ceràmica Julfar del 1500-1650 abans de la nostra era. També s'hi trobà ceràmica vidriada de color entre taronja brunenc clar i marró fosc del tipus Bahla o Khunj i ceràmica vidriada verda monocroma datada d'aquest període. Les troballes posteriors, identificades sobretot del període 1650 i 1800 ae, indiquen un possible ús de l'àrea com a abocador de ceràmica, donada la profusió d'objectes, entre els quals hi ha ceràmica de Julfar, ceràmica vidriada i una proporció més alta de ceràmica xinesa, inclosa una peça amb la marca en xinés Chun-Li, ‘brisa de primavera’, en la base. Les troballes islàmiques tardanes contenien petites quantitats de ceràmica de Julfar, ceràmica comercial xinesa i porcellana amb dibuix de salze.